# Oyster Cove
Oyster Cove (deutsch: Austernbucht) war eine Siedlung für Sträflinge in der Nähe der tasmaniaschen Hauptstadt Hobart. Sie wurde 1843 erbaut  und  bis 1847 benutzt. In den Jahren 1843 bis 1876 wurden die letzten noch lebenden Aborigines Tasmaniens dort untergebracht. Es war der letzte Aufenthaltsort dieser anschließend ausgestorbenen indigenen Bevölkerung Tasmaniens. Heute leben nur noch aus Verbindungen mit Europäern hervorgegangene Nachfahren.

## Siedlung

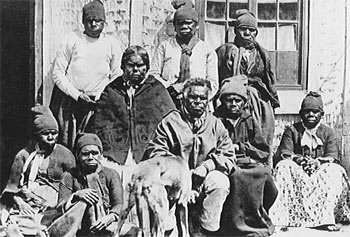
Eine Gruppe von Tasmaniern auf Oyster Cove

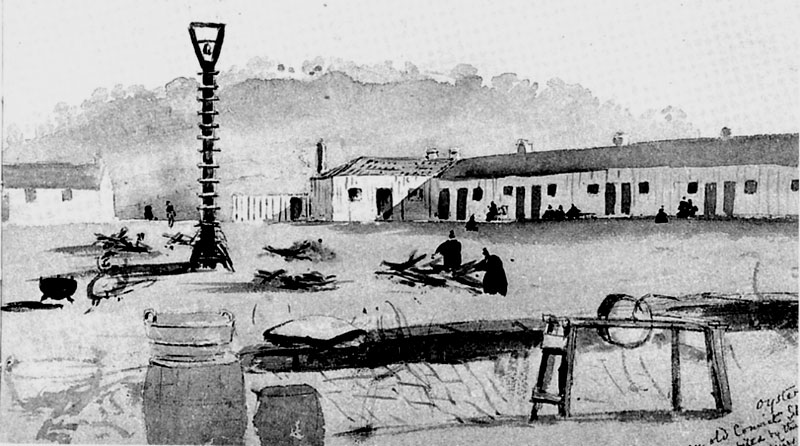
Aquarell der Siedlung Oyster Cove

Die Gebäude bestanden aus Holz und waren in einem Feuchtgebiet fundamentiert, daher begannen sie bald zu verrotten und das Gelände wurde von kalten Winden aus dem Süden bestrichen. Die Siedlung war zunächst durch weibliche und später durch männliche Sträflinge belegt.
1847 sollten 47 überlebende Tasmanier aus Wybalenna (fünf Jungen und fünf Mädchen, 23 Frauen und 14 Männer) dort untergebracht werden, wobei lediglich 44 diesen Ort erreichten. Die Gebäude waren frisch bemalt worden, mit Tischen, Betten, Stühlen und Glasfenstern ausgerüstet und sie wurden freundlich von den diesen Ort umgebenden Siedlern empfangen. Die Häuser waren gruppiert und die Verheirateten wohnten auf einer Seite und die Unverheirateten auf der anderen Seite dieser Siedlung. Acht der ankommenden Kinder über 10 Jahren lebten nicht in der Siedlung Oyster Cove, sondern waren in einer Schule in Hobart untergebracht.
Die Verantwortlichen inspizierten den Ort und es gab besseres Essen als in Wybalenna, allerdings waren die Lebensverhältnisse in und um die Gebäude durch die Feuchtigkeit und kalten Wind ungesund. Die Aborigines nutzten die Freiheiten, gingen auf die Jagd, fischten, bauten sich eigene Hütten, pflanzten Nahrungsmittel an. Fünf der Tasmanier gingen auf Waljagd weg und 1851 waren weitere 13 gegangen und 1859 waren lediglich zwölf Personen in der Siedlung. 1869 war nur noch Truganini, die letzte Tasmanierin dort. 1874 wurde das Gelände überflutet und die Gebäude wurden aufgegeben und Truganini verließ den Ort 1874 zwei Jahre vor ihrem Tod nach Hobart, wo sie bei Frau Dandridge, der früheren Frau des Superintendenten lebte.

## Heute
Oyster Cove ist heute ein Ort der Aborigines. Im Jahr 1981 erklärte die Regierung von Tasmanien 0,0303 Quadratkilometer der Oyster Cove Siedlung zum historisch geschützten Platz und seit 1984 reklamiert das Tasmanian Aboriginal Centre Landrechte auf Oyster Cove. 1995 wurden dem Aboriginal Centre von den 3,8 Quadratkilometer des Geländes der gesamten Oyster Cove 0,01 Quadratkilometer Land übertragen.
Das Tasmanian Aboriginal Centre veranstaltet jedes Jahr das Oyster Cove Festival mit Musik, Essen und Darbietungen. Die Tasmanier nutzen diesen Ort zur Pflege ihrer traditionellen Kultur und Spiritualität ihres Stammes und Landes.